# Opsitycha delotypa
Opsitycha delotypa är en fjärilsart som beskrevs av Turner 1941. Opsitycha delotypa ingår i släktet Opsitycha och familjen praktmalar, Oecophoridae. Inga underarter finns listade i Catalogue of Life.